# Den gode herdens kyrka, Helsingborg
Den gode herdens kyrka är en kyrkobyggnad i stadsdelen Drottninghög i Helsingborg. Kyrkan stod klar 1984, ritades av Lars och Kerstin Holmer och tillhör Helsingborgs Gustav Adolfs församling i Lunds stift. Den skyddas som kyrkligt kulturminne.

## Kyrkobyggnaden
Bostadsområdet Drottninghög uppfördes i nordöstra Helsingborg som en del av miljonprogrammet 1966 till 1969. Stadens expansion gjorde att man behövde bilda en ny församling. Detta utfördes 1977 genom en utbrytning från Maria församling och därigenom bildades Filborna församling som med vissa undantag kom att motsvara den äldre Helsingborgs landsförsamling.
Den nya församlingen uppförde en enkel vandringskyrka i trä som en provisorium fram till dess att planerna på en mer permanent kyrka stod klara. Denna plockades ner och skickades till Övre Soppero, där den ännu idag fungerar som frikyrka med samma namn. Byggherren, Helsingborg kyrkliga fastighetsnämnd, bjöd in till arkitekttävling om kyrkan och denna vanns av Lars och Kerstin Holmer. Kyrkan ligger strax väster om Drottninghögsskolan och är uppförd i rödbrunt tegel och är till stilen inspirerad av kyrkor från 300-talet. Framför byggnaden finns ett entrétorg vid vilket en hög kampanil reser sig. Byggnaden domineras av kyrkorummets högre del som reser sig över lägre byggnadskroppar innehållande församlingshem och administration. Till utseendet har kyrkorummets del inspirerats av basilikaarkitektur med två längre sidoskepp som omger ett högre mittskepp. 
Interiört saknas basilikans karakteristiska pelare då mittskeppet är utfört i en mycket lätt konstruktion som kan bäras upp endast av balkar. Ljusinsläppet till salen sker genom en rad av fönster med diagonala spröjsar i höjdskillnaden mellan mitt- och sidoskeppen. Inredningen och den konstnärliga utsmyckningen är helt baserad på kyrkotester och är utformad av konstnären Pär Andersson. Golvet är beklätt med blåa stenar för att symbolisera livets vatten och de ljusgröna kyrkbänkarna anspelar på änglar med kroppar såsom krysolit. Innertaket av de två sidoskeppen är bemålade med en jordisk blå himmel med vita moln, medan innertaket på det högre mittskeppet är bemålat med en gyllene gudomlig himmel.
Trots att kyrkan är uppförd efter 1939 skyddas den som kyrkligt kulturminne genom beslut av Riksantikvarieämbetet den 19 april 1990.

## Inventarier
- På korväggen finns inmurat ett kors skapat av tegelstenar tagna från äldre kyrkor i närheten. Två av stenarna kommer från Helsingörs domkyrka (Sankt Olai kirke) och är brända på 1500-talet, medan de tre övriga kommer från Sankta Maria kyrka i Helsingborg och brändes på 1700-talet.

- Dopfunten är från Belgien och tillverkades på 1100-talet.

### Orgel
Den nuvarande orgeln byggdes 1986 av A. Mårtenssons Orgelfabrik AB, Lund och är en mekanisk orgel med ny fasad.
| Huvudverk I     | Svällverk II      | Pedal            | Koppel  |
| Principal 8´    | Rörflöjt 8´       | Subbas 16´       | I/P     |
| Gedackt 8'      | Fugara 8'         | Gedacktpommer 8´ | II/P    |
| Oktava 4'       | Voix celeste 8'   | Koralbas 4´      | II/I    |
| Spetsflöjt 4'   | Principal 4'      | Fagott 16'       | II 4'/P |
| Waldflöjt 2'    | Koppelflöjt 4'    |                  |         |
| Mixtur 3-4 chor | Larigot 2 2/3'    |                  |         |
| Trumpet 8'      | Oktava 2'         |                  |         |
|                 | Ters 1 3/5'       |                  |         |
|                 | Scharf 3 chor     |                  |         |
|                 | Oboe 8'           |                  |         |
|                 | Tremulant         |                  |         |
|                 | Crescendosvällare |                  |         |